# Kulturális szervező
A kulturális szervező a FEOR-ban a 2714-00 kód alatt szereplő foglalkozás. Felsőfokú képzettség alkalmazását igénylő, a felsőfokú képzettséghez kapcsolódó kulturális illetve sportfoglalkozás. A kulturális szervező művészeti, szabadidős, és sportprogramokat szervez művelődési házakban, közösségi házakban. Szervezi települések ünnepi programjait, nemzetközi és hazai eseményeken.

## Feladatai
- Felméri a programok, csoportfoglalkozások iránti igényt
- Előkészíti a rendezvényeket, beilleszti a programnaptárba.
- Egyeztet a megbízó szervezete illetékes munkatársaival a programokról, helyszínről, időpontról.
- Elemzi és irányítja egy kulturális intézmény tevékenységét.
- Figyelemmel kíséri a kulturális piacot.
- Közreműködik saját szervezete marketing munkájában.
- Felkutatja a környezete kulturális tartalomszolgáltatóit és technikai szolgáltatóit.
- Megtervezi és megszervezi a rendezvények reklámját.
- Kiépíti és ápolja a sajtókapcsolatokat, megszervezi a sajtótájékoztatókat.
- Megrendeli a rendezvények anyagi eszközeit, így nyomdai, díszletezési, és egyéb anyagokat.
- Megrendeli a rendezvényekhez szükséges szolgáltatásokat, mint pl. a vendéglátóipari, biztonsági és egészségügyi ellátást.
- Ellenőrzi a rendezvényekre történő beszállításokat.
- Kapcsolatot tart klubokkal, egyesületekkel.
- Csoportokat fogad, vezet.

## Jellemző munkakörök
- Fesztiválszervező
- Impresszárió (hangversenyrendező, előadóművészek szerepléseinek üzleti megszervezője)
- Koncertszervező
- Látogatásszervező
- Művelődésszervező
- Művészeti szervező
- Népművelő
- Producer (kulturális)
- Produkciós menedzser (szórakoztatóipar)
- Program koordinátor
- Programigazgató (kulturális szolgáltatás)
- Programszervező (kulturális)
- Színházi szervezőtitkár
- Tárlatvezető népművelő
- Vezető producer
- Zenei producer